# Elsa Bengtsson
Gustava Elisabet (Elsa) Bengtsson, född 22 juni 1865 i Gävle, död 2 februari 1922 i Gävle, var en svensk nykterhetskvinna, politiker och lärare. Hon var en framträdande nationell opinionsbildare och lokalpolitiker.

## Biografi
Elsa Bengtsson föddes i en familj med bakgrund i en sjömanssläkt. Hon utbildade sig till folkskollärare i Stockholm och arbetade där några år innan hon flyttade tillbaka till Gävle, där hon fortsatte sin yrkesbana. Hon blev medlem i den kvinnliga nykterhetsföreningen Vita Bandets lokalförening som bildades i Gävle 1902. Hon byggde upp föreningen och var dess ordförande under några år. Föreningen drev bland annat Vita Bandets hem Fristad, som var ett övergångshem för kvinnor som var i behov av tillfälligt boende eller väntade på att få komma till ett räddningshem eller en vårdinrättning.
Elsa Bengtsson var framför allt engagerad i den riksomfattande Vita Bands-organisationen där hon bland annat ledde avdelningen för nykterhetsundervisning i skolor samt barnverksamheten Sveriges Hopp. Hon var en av Vita Bandets mest framträdande opinionsskapare. Hon betraktades som en god talare och höll regelbundet föredrag samt skrev kontinuerligt i föreningens tidskrift Hvita Bandet (från och med kallad 1909 Vita Bandet). Hon författade broschyrer och flygblad såsom skriften "Alkoholens inflytande på brottsligheten”. Hennes flygblad "Hvarför böra kvinnorna ingå i Hvita Bandet?" trycktes i över 50 000 exemplar.
Som lärare var Elsa Bengtsson även medlem och engagerad i folkskolestyrelsen och dess pedagogiska nämnd. I sitt engagemang för nykterhet fann hon ett politiskt intresse och hon var engagerad i Frisinnade landsföreningen på lokalpolitisk nivå. Hon hade positioner i flera lokalpolitiska nämnder såsom barnavårds-, fosterbarns- och pensionsnämnden. Mellan 1915 och 1919 var hon invald som representant för Frisinnade landsföreningen i Gävle stadsfullmäktige.
Elsa Bengtsson engagerade sig för barns och kvinnors frihet och politiska rättigheter och uppfattades som en förebild för kvinnors politiska engagemang. Hon är begravd på Gamla kyrkogården i Gävle.